# Nancy Ballejos
Nancy Mariana Ballejos (Chajarí, Argentina; 26 de abril de 1989) es una abogada y política argentina del partido Propuesta Republicana. Desde el 11 de septiembre de 2024 se desempeña como diputada nacional por la provincia de Entre Ríos.

## Biografía
Es abogada de la Universidad Católica de Salta, luego ejerció tanto en el mundo público como privado. Es militante de Propuesta Republicana desde 2014.
Fue candidata a diputada nacional por la provincia de Entre Ríos en las Elecciones legislativas de 2021, por la lista Juntos por Entre Ríos.
Asumió como diputada de la Nación por la provincia de Entre Ríos el 11 de septiembre de 2024, en reemplazo de Pedro Galimberti.

## Historial electoral
| Año  | Candidatura                          | Partido/Coalición                           | Elección     | votos   | Porcentaje       | Resultado                   |
| ---- | ------------------------------------ | ------------------------------------------- | ------------ | ------- | ---------------- | --------------------------- |
| 2021 | Diputada de la Nación por Entre Ríos | Propuesta Republicana/Juntos por Entre Ríos | Legislativas | 436.013 | \| \| 54,61 % \| | No electa (3er lugar lista) |
|      | 54,61 %                              |                                             |              |         |                  |                             |